# 萌學園：尋找磐古
《萌學園：尋找磐古》（英語：The M Riders Finding Pangu） 是一部改編自《萌學園》電視劇的電影版，於2016年上映的台灣奇幻、冒險動作片。基於和電視劇的設定差異甚大，可把兩部看作是平行時空的作品。

## 劇情

### 簡介
萌學園，傳說成立的時間是在地球誕生的年代，是一所由夸克族人組成的魔法學校，隱藏在地球大氣層外平行空間裡，並由萌騎士幻之星、炎之星、智之星、十之星及月之星，代代相傳，守護地球的和平。在一次搶救魔法生物的任務中，意外引來宇宙中的黑色力量莫爾斯，威脅萌騎士交出磐古，召喚出萌學園的過去，否則將用魔法抽乾地球水資源，讓所有生命乾涸而死！「磐古」，究竟是什麼？為了拯救地球，萌騎士們踏上尋找磐古的旅程，竟發現磐古的神秘力量與自己的魔法有著密不可分的連結，然而要付出什麼代價才能阻止莫爾斯奪走磐古？與萌騎士一起面對跟地球共存亡的關鍵戰役！

### 製作緣由
本劇決定拍電影版，對整個工作團隊都是全新的嚴格考驗。導演李權峰說：「《萌學園：尋找磐古》的規模，比起電視版來說是大至一千倍的」。為了維持《萌學園》原汁原味的精神，主創團隊中的導演、編劇維持原班團隊操刀。同時為了要讓觀眾有耳目一新的升級感受，製片陳美珊找來台北電影節最佳攝影秦鼎昌、金曲獎最佳專輯范宗沛、金馬獎最佳造型陳淑津等大師級團隊，特效部分則是由曾為《惡靈古堡》製作動畫的砌禾數位，製作團隊更遠赴英國倫敦參觀倫敦哈利·波特工作室 ，參考墨西哥瑪雅遺址、中國廣漢三星堆等古文明， 耗資1.5億只為了打造一個純正屬於台灣製作的魔法電影。電影拍攝期約三個月，動畫和後製特寫則整整做了16個月，只為呈現電影裡面多彩絢麗的魔法世界。

## 萌騎士介紹
| 稱謂   | 駛卷使顏色 | 屬系             | 含義 |
| 幻之星 | 亮紫色     | 超能力系         | 信任 |
| 智之星 | 綠色       | 超能力系         | 智慧 |
| 炎之星 | 火紅色     | 自然系           | 勇敢 |
| 十之星 | 金黃色     | 療癒系           | 犧牲 |
| 月之星 | 青色       | 自然系或超能力系 | 愛   |

## 演員列表

### 萌騎士
| 演員   | 角色   | 星位   | 含義  | 屬性 | 介紹 |
| 李昂霖 | 艾瑞克 | 幻之星 | 信 任 | 雷   | 等級：高等部-高级超能力系、自然系魔法士。 魔法屬性：雷屬性。 代表星色：亮紫色。 魔法：雷電合擊。 - 個性成熟穩重。 - 180公分的身高、總是溫和有禮的笑容，是許多女同學心目中愛慕的對象。                                                  |
| 林奕勳 | 謎亞星 | 智之星 | 智 慧 | 風   | 等級：高等部-高級超能力系、自然系魔法士。 魔法屬性：風屬性。 代表星色：葉綠色。 魔法：風影刃。 - 思慮清晰，擅長推理邏輯。 - 黑框眼鏡是他的招牌造型，性格中有孩子氣及調皮的一面，偶爾會把同學捉弄得哭笑不得。                           |
| 劉書宏 | 爓 王  | 炎之星 | 勇 敢 | 火   | 等級：高等部-高級自然系魔法士。 魔法屬性: 火屬性。 代表星色：火紅色。 魔法：燐火幽冥 。 - 嫉惡如仇，凡事直來直往，不喜歡拐彎抹角。 - 也因為個性衝動，常常與其他人起爭執，只有面對自己信任的朋友時，會露出溫柔的一面。                  |
| 阿 本  | 歐 趴  | 十之星 | 犧 牲 | 土   | 等級：高等部－高級療癒系魔法士。 魔法屬性: 土屬性。 代表星色：金黃色。 魔法：魔法undo修修補補~復原、伊貝魔盾（可攻擊也可防禦）。 - 個性溫和善良，喜歡幫助別人，對於弱小的人或動物總是會伸出援手。 - 像個鄰家大男孩一樣，大家都喜歡他。 |
| 彩 虹  | 潼 恩  | 月之星 | 愛    | 水   | 等級：高等部——高级超能力系、自然系魔法士。 魔法屬性：水屬性。 代表星色：水藍色。 魔法：迅光追擊。 - 萌騎士中年紀最小的成員，個性直率單純，富有正義感。 - 利落的側邊馬尾髮型，再加上總是燦爛的笑容，讓人不自主為她的清新形象所吸引。    |

### 萌學園
| 演員   | 角色           | 介紹 |
| 勾峰   | 肯荳姬(大長老) | 等級：聖魔導師（多系魔法使） 魔法：聖禦蟠龍（封印、現形、攻擊）。 - 魔法能力深不可測，年齡也深不可測，是萌學園中大家都敬重的長者。 |
| 夏靖庭 | 帕滑落地       | 等級：魔導師。 魔法：Attention、魔法催眠術。 代理校長兼教務主任兼魔字學老師，曾當過萌騎士隊長，卸任幻之星。 - 萌學園教務主任，平日嚴肅不苟言笑，身上的鷹仔是他的幸運魔寵。 |
| 顏嘉樂 | 大甜甜         | 等級：高等部-高級療癒系魔法士。 魔法：蜜糖螺絲捲（能把敵人綑綁住的魔法）。 - 有顆少女心，迷戀著帕主任。 |
| 林昀希 | 狄蜜莉         | 等級：中等部——高級自然系魔法士。 魔法屬性：水屬性。 魔法：凝水氣泡、無弦弓 - 有著地球人18歲的外型，整齊的辮子顯示出簡潔利落的個性。潼恩的姊姊。 - 對自己的要求甚高，不論做什麼事都希望做到完美。 - 責任心重，與萌騎士一起行動，被莫爾斯等人誤會是其中一員，因而忽略了潼恩才是真正的月之星。在謎亞星的計謀下，偽裝成月之星，交出假的水之石。後被莫爾斯攻擊昏倒，生死未卜。 |
| 楊佩潔 | 泰 咪          | 等級：中等部-初級魔法士。 |
| 吳沛寧 | 茱莉葉         | 等級：中等部-初級魔法士。 |
| 暉 倪  | 陶喜兒         | 等級：中等部-高級自然系魔法士。 |
| 王詩弦 | 學生           | 萌學園學生。莫爾斯入侵時尖叫的女學生。 |
| 沈文凱 | 老 師          | 萌學園的老師們。 |
| 林真亦 | 老 師          | 萌學園的老師們。 |
| 紀媛婷 | 老 師          | 萌學園的老師們。 |

### 精靈族
| 演員     | 角色   | 介紹 |
| 香蕉哥哥 | 猴塞雷 | 魔法屬性：光屬性。魔法：精靈三角結，環繞/定位/傳送/加倍。 - 精靈防衛隊隊長，平時駐守在萌學園中，負責收集世界各地的精靈族傳來的訊息。                   |
| 吳政迪   | 甲上星 | 魔法屬性：光屬性。魔法：精靈三角結，加倍/環繞/分解/封印。 - 精靈防衛隊員，猴塞雷隊長的跟班。平時調皮搗蛋、喜歡捉弄別人，遇到危險時，才會變得沉穩。     |
| 萱野可芳 | 羅 娜  | 魔法屬性：光屬性。 - 精靈防衛隊員，駐守在地球的精靈。 - 平日是遊樂園員工，也是"我是外星人俱樂部"的一員，表面上是要研究外星人，實則阻止外星人資料外洩。 |
| 許豪     | 精 靈  | 精靈防衛隊成員。 |
| 洪巧怡   | 精 靈  | 精靈防衛隊成員。 |
| 周宇柔   | 精 靈  | 精靈防衛隊成員。 |

### 人類
| 演員   | 角色   | 介紹 |
| 楊子儀 | 大山   | "我是外星人俱樂部"成員。 - 一直相信自己是外星人，就在等待一個時機點，可以回去自己的星球。 - 與丹丹是叔姪關係。                                        |
| 朱晴渝 | 丹丹   | "我是外星人俱樂部"成員。 - 喜歡歐趴。 - 與大山是叔姪關係。 - 聰明的12歲小學生，對電腦程式極有天分，大山常常拜託她搜集各地機密檔案，尋找外星人的資料。 |
| 黃逸祥 | 小皮   | "我是外星人俱樂部"成員。 |
| 谷德剛 | 鐵雄   | "我是外星人俱樂部"成員。 |
| 任進輝 | 男主播 | 遊樂園裡的主播。 |
| 張孟豪 | 惡魔   | 遊樂園裡的主持人。 |
| 夏經倫 | 大寶   | 遊樂園裡的主持人。 |

### 磐古時期
- 在莫爾斯搶奪磐古時，幫助希絲娜對抗莫爾斯那一方。

| 演員                       | 角色   | 介紹 |
| 加藤侑紀 配音：詹雅菁      | 希絲娜 | 魔法屬性：光屬性。魔法：魔法防護罩、焰光弓。 - 莫爾斯妻子及萌學園創校人，被夸克族譽為「最偉大的科學家」。 - 電視劇第6季的卜快，打造時光機的目的就是希望能見到她，在萌學園中有尊被稱為「希絲娜女神」的雕像即是紀念她。 - 因不捨得莫爾斯毀滅地球而選擇犧牲自己對抗他。 - 最後被召喚出來和五星對付莫爾斯。 |
| 傅冠傑 配音：李景唐        | 莫爾斯 | 參考-反派 |
| 曹曦月 配音：林沛笭        | 倩倩   | 種族：夸克族。自然系魔法：水花結界。 - 在莫爾斯搶奪磐古時，幫助希絲娜對抗莫爾斯那一方。 |
| 時男 配音：鍾少庭          | 奧格   | 種族：夸克族。療癒系魔法：駛卷使復原、能量再生，魔力盾。 - 在莫爾斯搶奪磐古時，幫助希絲娜對抗莫爾斯那一方。 |
| 施豔文 配音：林美秀        | 希優   | 種族：精靈族。魔法：加倍、定位。 - 在莫爾斯搶奪磐古時，幫助希絲娜對抗莫爾斯那一方。 - 與石路是姐弟。 |
| 苗雨 配音：鈕凱暘          | 石路   | 種族：精靈族。魔法：加倍、定位。 - 在莫爾斯搶奪磐古時，幫助希絲娜對抗莫爾斯那一方。 - 與希優是姐弟。 |
| 劉碑歌 配音：梁興昌        | 盧青   | 種族：夸克族。自然系魔法：冰火凍。 - 在莫爾斯搶奪磐古時，幫助莫爾斯對抗希絲娜那一方。 |
| 許京川 配音：于正昌→李世揚 | 亞力   | 種族：夸克族。自然系魔法：驚天雷。 - 在莫爾斯搶奪磐古時，幫助莫爾斯對抗希絲娜那一方。 |
| 海鈴 配音：楊凱凱          | 尤莉   | 種族：夸克族。自然系魔法：瞬風幻影。 - 在莫爾斯搶奪磐古時，幫助莫爾斯對抗希絲娜那一方。 |
| 陳奇 配音：李景唐          | 奇龍   | 種族：夸克族。療癒系魔法：修復還原。 - 在莫爾斯搶奪磐古時，幫助莫爾斯對抗希絲娜那一方。 |

### 反派
| 演員                | 角色   | 介紹 |
| 傅冠傑 配音：李景唐 | 莫爾斯 | 魔法屬性：暗屬性。魔法：金波光刀、魔磁動、闇黶爆襲、末日震波。 - 夸克族科學家，希絲娜丈夫。當年為尋找夸克族人的自癒能力而創造了磐古。 - 多年來為了尋找磐古，他帶著毀滅地球的力量，攻擊萌學園。 - 魔法能力極強，面對五星們多次聯手仍游刃有餘的擊敗他們，其表現力甚至強於電視版中的闇黑大帝。 |
| 王心嫚              | 黑蠍   | 魔法生物。莫爾斯的魔寵。魔法：黑蠍毒。 - 莫爾斯魔寵，會變化成美女。 - 武器為指甲。 - 最後被肯荳姬用聖禦盤龍消滅。 |
| 廖曉彤              | 黑甲   | 魔法生物。莫爾斯的魔寵。魔法：幻黑痕。 - 莫爾斯魔寵，會變化成美女。 - 武器為雙槍。 - 最後被肯荳姬用聖禦盤龍消滅。 |

### 魔法生物
| 角色   | 介紹                                                                          |
| 米寶   | 魔法生物。 - 是莫爾斯身邊的魔寵，雖然外表十分嚇人，但偶爾會出現孩子氣的表現。 |
| 神龍馬 | 魔法生物。 - 往返萌學園與其他地方的魔獸，只有萌騎士的隊長可以召喚。           |
| 鷹仔   | 魔法生物。 - 帕主任的魔寵，有分身魔法。                                       |
| 黑蠍   | 參考-反派                                                                     |
| 黑甲   | 參考-反派                                                                     |

## 魔法道具
| 道具名稱 | 介紹 |
| 末日之沙 | 是一種計時器，隨著時間的流逝會一點點的瓦解。 |
| 魔質器   | 每個夸克族人都有屬於自己的魔質器，用來施展特殊的魔法。可用來開啟平行空間。 |
| 騎士之石 | 平日由精靈族保管。是打開磐古的鑰匙，只有萌騎士才能啟動。 有五顆屬性不同的騎士之石，分別是“雷之石”（幻之星）、“風之石”（智之星）、“水之石”（月之星）、“火之石”（炎之星）、“土之石”（十之星）。咒語：沉睡封印覺醒，騎士相生感應，騎士之石，秘密揭示。 |
| 磐古     | 是地球生命最早的起源，也是地球正常運作的核心。 |

## 魔法
夸克族魔法分成 : 自然、超能力、動物、療癒四大系別。
| 魔法名稱   | 說明 | 等級   | 使用者   |
| 三星合力   | (三芒星魔法陣)三星聯合攻擊/封印/淨化魔法。產生魔法陣攻擊敵人或聚集三位萌騎士的能量產生魔法陣封印某樣物品。 | 高級   | 萌騎士   |
| 五星合力   | (五芒星魔法陣)五星聯合攻擊/封印/淨化魔法。聚集五位萌騎士的能量產生魔法陣。有多種合力方式。被封印物品需要五星的力量才能重新解開。用在攻擊時可從星陣中射出雷電能量發動攻擊。 （淨化闇黑靈石的咒語：魔法同源，黑夸相應，闇黑靈石，五星合力……淨化） | 超高級 | 萌騎士   |
| 雷電合擊   | 召喚出電的攻擊魔法。 | 高級   | 艾瑞克   |
| 風影刃     | 召喚出風的攻擊魔法。 | 高級   | 謎亞星   |
| 燐火幽冥   | 自然系攻擊魔法。具有小範圍的強力火焰魔法，短程距離有效。可以連續使用。 | 高級   | 爓王     |
| 魔法undo   | (咒語:魔法undo~修修補補~復原)療癒系回復魔法。可以將傷勢醫治。 | 高級   | 歐趴     |
| 伊貝魔盾   | 可阻擋敵人攻擊的防禦/攻擊魔法。 | 高級   | 歐趴     |
| 迅光追擊   | 超能力/自然系攻擊魔法。從手中發射大範圍水波，使隕石轉向的魔法，也可直接攻擊別人，動作有很多種。 | 高級   | 潼恩     |
| 凝水氣泡   | 把水凝聚起來。 | 中級   | 狄蜜莉   |
| 無弦弓     | 是一個沒有弦的弓箭。 | 中級   | 狄蜜莉   |
| 魔法催眠術 | 咒語：54321，睡；12345，醒。使人立刻昏睡。 | 中級   | 帕滑落地 |
| Attention  | 聽到此口號的人，都必須五指併攏貼緊褲縫立正不動，並大喊「Yes，sir！」，對不是人種的生物也有效。 | 中級   | 帕滑落地 |
| 蜜糖螺絲捲 | 能把敵人捆綁住的魔法。 | 中級   | 大甜甜   |
| 聖禦蟠龍   | 可攻擊 、現形 、封印。威力強大。可一次抵擋闇黑大帝的四顆靈石。 | 超高級 | 肯荳姬   |
| 魔法防護罩 | 製造一面防護罩抵擋敵人的攻擊。 | 超高級 | 希絲娜   |
| 焰光弓     | 是希絲娜將自身所有能量注入在魔法裡形成的攻擊。力量極為強大，被擊中的敵人將灰飛煙滅，無人能敵。 | 超高級 | 希絲娜   |
| 水花結界   | 將水在自己周圍形成結界後，在以水結界去追捕敵人。速度極快。 | 高級   | 倩倩     |
| 冰火凍     | 將冰能量與火能量融合後的攻擊魔法。 | 高級   | 盧青     |
| 驚天雷     | 雷屬性的攻擊魔法。 | 中級   | 亞力     |
| 瞬風幻影   | 能很快速的移動。 | 中級   | 尤莉     |
| 魔磁動     | 能一次將所有敵人各自困住纏繞的暗屬性魔法。 | 超高級 | 莫爾斯   |
| 金波光刀   | 最常對萌騎士使用的超高級暗屬性魔法 | 超高級 | 莫爾斯   |
| 末日震波   | 如世界末日般的震波 | 超高級 | 莫爾斯   |
| 闇魘爆襲   | 召喚出暗屬性魔法 | 超高級 | 莫爾斯   |
| 幻黑痕     | 以雙槍攻擊的闇黑魔法。 | 低級   | 黑甲     |
| 黑蠍毒     | 用指甲攻擊的闇黑魔法。 | 低級   | 黑蠍     |
| 定位、加倍 | 精靈族特屬魔法。 | 高級   | 精靈族   |

## 主題曲
- 歌名：騎士精神
- 編曲：彭彥凱
- 作詞：E.Lisa
- 音樂剪輯：范宗沛
- 錄音製作：112F錄音室
- 配唱：蕭嫈殷、冼佩瑾、柯朋宇、許叔男、左佩婷、林玫圻、竺定誼、鍾琪、張湘宜

## 與電視劇差異處
- 電視劇中夸克族魔法分自然系、超能力系、動物系、療癒系四大「系統」。電影版則是分「屬性」，例如：雷屬性、風屬性、水屬性、火屬性、土屬性、光屬性、暗屬性。萌騎士圖騰與位置在電影中有明顯的差異。
- 電視劇中萌學園校景與其他族群場地（地下水道、闇黑巢穴、時空驛站等…）是在攝影棚搭景實體拍攝；而電影版校園內景則是綠幕後製，此外兩版角色制服樣式也整個大不同。
- 電視劇中部分原先已不再登場的角色——泰咪、茱莉葉於電影版中登場。
- 電視劇第四季中肯荳姬大長老已於和闇黑大帝的決鬥中失蹤，但電影版中卻仍存活。
- 萱野可芳在電視劇中飾演的角色是諾蓓兒，謎亞星的妹妹。但在電影中她是飾演精靈族的羅娜，諾蓓兒在電影中也不曾存在過，也不曾提過。
- 電視劇中狄蜜莉是東萌學生會會長，但電影中則是萌學園學生，經常與萌騎士一起行動。其制服在兩版中沒有差異，正是同一套。
- 萌騎士團裡除了五星外還有奈亞公主，但本部電影裡卻沒有

## 書籍
- 萌學園之尋找磐古 全攻略寫真書

## 場景
- 板橋區府中15六樓活動教室[5]
- 板橋區音樂公園噴水池[6]
- 義大遊樂世界
- 郑州

## 製作團隊
- 製作公司：巨宸製作有限公司
- 導演：李權峰
- 動作指導: 王經緯 金華生 張崇玹
- 出品：河南電影電視制作集團
- 授權單位：東森電視
- 發行：威視電影

## 外部連結
- 萌學園官網 （页面存档备份，存于）
- 萌學園官方的Facebook專頁
- YouTube上的萌學園官方頻道
- 互联网电影数据库（IMDb）上《萌學園：尋找磐古》的资料（英文）
- 開眼電影網上《萌學園：尋找磐古》的資料（繁體中文）
- Yahoo奇摩電影上《萌學園：尋找磐古》的資料（繁體中文）
- 台灣電影網上《萌學園：尋找磐古》的資料（繁體中文）